# Красково (смт)
Краско́во (рос. Красково) — селище міського типу у складі Люберецького міського округу Московської області, Росія.

## Населення
Населення — 21250 осіб (2010; 11930 у 2002).

## Люди
Народилися:
- Ганелін В'ячеслав Шевелевич (нар. 1944) — радянський та ізраїльський композитор, джазовий музикант.
- М'язін Василь Олексійович (1936—2008) — український скульптор.

## У літературі
В.О. Гіляровський у замітці «Сюжет оповідання „Зловмисник“» описав зустріч та знайомство А.П.Чехова з селянином Микитою Пантюхіним (Хромим) у підмосковному дачному містечку Красково. Микита Пантюхін був «великим майстром по ловлі минь» і в якості грузил використовував залізничні гайки.